# Grevels
Grevels (en luxemburguès: Gréiwels; en alemany: Grevels) és una vila de la comuna de Wahl situada al districte de Diekirch del cantó de Redange. Està a uns 31 km de distància de la ciutat de Luxemburg.

## Història
Una petita part de la vila pertany a la ciutat de Grosbous. Durant la Segona Guerra Mundial, el 10 de maig 1940, el dia de l'esclat dels campanya dels 18 dies, Grevels va ser presa pels alemanys de la primera Divisió Panzer, l'objectiu dels quals era creuar el Mosa a Sedan.